# Johann David Michaelis
Johann David Michaëlis (født 27. februar 1717 i Halle, død 22. august 1791 i Göttingen) var en tysk teolog og orientalist.

## Baggrund
Han kom fra en familie der længe havde været hovedkraften i at opretholde studiet af hebraisk ved universitetet i Halle. Johann David Michaelis blev oplært til det akademiske liv af sin fader. I Halle kom han under indflydelse af blandt andre Siegmund Jacob Baumgarten (1706-1757) til at interessere sig for filosofien. Desuden opdyrkede han også en stærk interesse for historien under kansler Ludwigs forelæsninger.
1739-1740 kvalificeredes han til lektor ved universitetet. En af hans afhandlinger var et forsvar for vokaltegnenes ælde og guddommelige autoritet i det hebraiske sprog. Hans akademiske arbejde blev stadig ført i den traditionelle retning, og hans religiøse skrupler, et resultat af konflikten mellem en uafhængig tankegang og hans indordning under autoriteterne på trods af fornuften som Luther havde iværksat, plagede ham stærkt.

## Karriere
Efter et besøg i England i 1741-1742 fik han stødet til at forlade den traditionelle tilgang til teologien. På turen rejste han igennem Nederlandene hvor han stiftede bekendtskab med Albert Schultens, hvis indflydelse på hans filologiske arbejder blev åbenlys nogle år senere. Michaëlis følte sig ikke hjemme ved Halle, og i 1745 han tog glædeligt imod tilbuddet om at tiltræde ved det nye universitet i Göttingen som privatdocent. I 1746 blev han udnævnt til "professor extraordinarius", i 1750 "professor ordinarius", og han blev i Göttingen til sin død i 1791.

## Værker
Et af hans arbejder var en oversættelse af fire afsnit af Samuel Richardson's Clarissa; desuden oversættelser af nogle af tidens nyeste kontroversielle teologiske arbejder fra England. Hans orientalske studier blev fuldstændig omformede efter at have læst Schultens; i det hele taget havde den akademiske retning i Halle intet kendskab til de frugtbare resultater der kan komme ud af at kombinere studiet af Bibelen med de orientalske sprogstudier. Hans filologiske arbejder var stadig hæmmet af en mangel på originalt manuskript materiale, det ses f.eks. i hans Supplementa til de hebraiske ordbøger (1784-1792). Han blev aldrig en så dygtig arabisk kyndig som f.eks. Johann Jakob Reiske; og, selv om han i mange år var en vidtberømt lærer i de semitiske sprog, fik hans grammatiske og kritiske arbejder aldrig den store indflydelse på europæisk filologi. Med undtagelse måske med hensyn til hans tekst-kritiske undersøgelser af Bibelteksterne som findes på de øst syrisk aramæiske sprog, kaldet Peshitta.
Hans hovedinteresser lå indenfor historien, oldtidslevnene og især geografi og naturvidenskaben. Han havde faktisk startet sin universitetsundervisning som medicinae cultor, og i sin selvbiografi skriver han at han fortryder at han ikke valgte medicinen som levevej. I geografien fandt han med hensyn til Mellemøsten og den Arabiske Halvø et nærmest uudforsket felt som ingen siden Samuel Bochart havde beskæftiget sig med. Det var også i dennes fodspor han fulgte med udgivelsen af sin Spicilegium geographiae hebraeorum exterae post Bochartum (1769-1780). Det er også Michaëlis fortjeneste at den danske konge Frederik 5., med J.H.E. Bernstorff som mellemmand, blev opfordret til at støtte en arabisk ekspedition til Jemen. Denne blev gennemført 1761 til 1767 med Carsten Niebuhr, Peter Forsskål og Frederik Christian von Haven som deltagere, hvor af dog kun Niebuhr overlevede turen.
På trods af hans doktrinære skrifter, som var meget kontroversielle i samtiden, således blev hans Kompendium til Dogmatikken (1760) konfiskeret i Sverige (han blev senere tildelt Nordstjerneordenen som plaster på såret), var det fortrinsvis virkelighedens aspekt ved Bibelen der fascinerede ham. Ingen gjorde mere end han for at introducere metoden til at studere den hebraiske oldtid gennem bibelen som en integreret del af studiet af mellemøstens oldtid.
Michaëlis' personlighed kan udfindes ved at læse hans selvbiografi sammenholdt med de biografiske materialer som J.M. Hassencamp udgav i bogen J. D. Michaelis Lebensbeschreibung i 1793, der også indeholder en komplet bibliografi over hans værker. Foruden de værker der allerede er nævnt var af betydning også hans Introduktion til det nye Testamente (1750), hans genudgivelse af Robert Lowth's Praelectiones med værdifulde tilføjelser (1758-1762), hans tyske oversættelse af Bibelen med noter (1773-1792), hans Orientalische und exegetische Bibliothek (1775-1785) og Neue O. und E. Bib. (1786-1791), hans Mosaisches Recht (1770-1771) (som er inspireret af Montesquieu's De l'esprit des lois fra 1748 og tilegnet Olof Ingelsson Rabenius) og hans udgave af Edmund Castell's LCXI con syriacum (1787-1788). Hans Litterarischer Briefwechsel (1794-1796) indeholder meget der er interessant og værdifuldt for studiet afhistorien om det akademiske liv i hans samtid.